# Françoise Livinec
Françoise Livinec, née en 1963 à Carhaix-Plouguer, est une galeriste française d'art contemporain.

## Biographie
Elle naît en Bretagne en 1963. Après des études de droit, elle se rend sur Paris et effectue d'autres études de psychologie clinique et pathologique. Pendant le second volet de son parcours d'étudiante, elle aide un brocanteur des puces de Saint-Ouen. Après son DESS de Psychologie clinique et pathologique, elle exerce cependant cinq années au sein de l’Établissement public santé mentale de l’Aisne,,. En 1984, naissance de sa fille, Marion Le Mitouard. Elle démissionne de l’hôpital psychiatrique. Après avoir obtenu un diplôme en histoire de l’art École du Louvre, elle crée et dirige Drouot Estimations de 1987 à 1993.
En 1998, elle ouvre un stand aux puces de Saint-Ouen. En 2004, elle crée sa première galerie à Paris, 29, avenue Matignon, dans le 8e arrondissement, puis une deuxième, 24, rue de Penthièvre en 2015. En Bretagne, elle inaugure un espace d’art à Huelgoat en 2009, appelé L'École des Filles.
Les Éditions Françoise Livinec sont créées en 2010 : monographies d’artistes, catalogues d’expositions, actes de colloques dédiés à Victor Segalen.
En 2013, publication du fac-similé de l’Album Louis Noir de Tristan Corbière, qui avait appartenu à Jean Moulin.
Françoise Livinec collabore avec de nombreux écrivains et conservateurs de musée, comme Mona Ozouf, Philippe Le Guillou, Irène Frain, Catherine Puget, Françoise Terret-Daniel poursuivant ainsi un dialogue fécond entre les Arts et les Lettres.

## L'École des Filles
Françoise Livinec rachète en 2009 l’ancienne école communale de filles au Huelgoat, en Bretagne, pour le réhabiliter en espace d’art. Chaque saison, une exposition thématique est présentée dans les 2 000 m2 d’anciennes salles de classe.
« L’été des 13 dimanches » est une programmation artistique et littéraire lancé en 2011 réunissant des auteurs comme Mona Ozouf, Alain Rey, Erik Orsenna, Michel Onfray,,.
L’espace d’art a reçu plus de 10 000 visiteurs en 2017.
L’École des filles ouvre chaque année lors du week-end de l’Ascension avec des rencontres en hommage à Victor Segalen, mort à quelque pas de l’espace d’art, dans la forêt du Huelgoat, le 21 mai 1919.
Les conférences du festival littéraire « L’été des 13 dimanches » sont, depuis 2018, disponibles en podcast sur la plateforme Ausha.
"Françoise Livinec, un pied à Paris, l’autre en Bretagne" : le portrait de la galeriste rive droite et activiste bretonne paraît dans Le Journal des Arts.

## Artistes majeurs représentés par la galerie
- Chuang Che
- Jeanne Coppel
- Kim Dae Soo
- Matthieu Dorval
- Bang Hai Ja
- Patrick Hourcade
- Choi Jun Kun
- Jang Kwang-Bum
- Loïc Le Groumellec
- Wei Ligang
- Kang Un
- Zuka